# 吉諾卡斯特足球俱樂部
吉諾卡斯特足球俱樂部（Klubi Sportiv Luftëtari Gjirokastër）是阿爾巴尼亞的一家足球俱樂部。主場位於吉諾卡斯特。球隊在2020年解散。

## 外部連結
- Luftëtari Gijrokastër at EUFO.DE（页面存档备份，存于）
- FutbolliShqiptar.net（阿爾巴尼亞文）
- Albanian Soccer News（阿爾巴尼亞文）（英文）
- Luftëtari（页面存档备份，存于）（阿爾巴尼亞文）